# Культ героев в Древней Греции

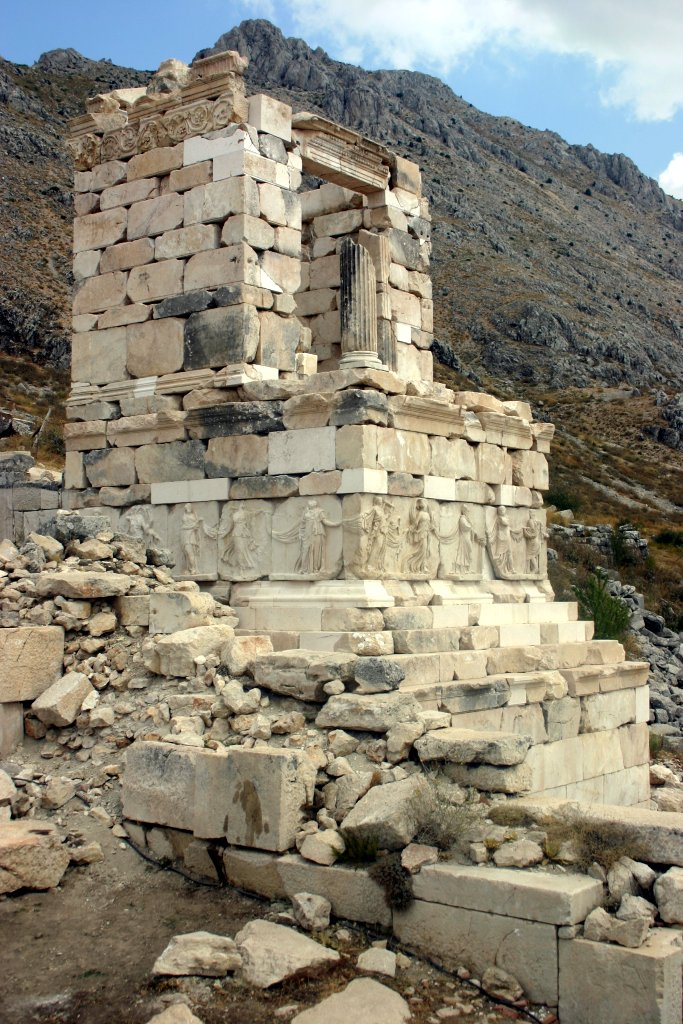
Руины святилища героя, или героона в Сагалассосе, Турция

Культы героев были одной из самых отличительных черт древнегреческой религии. В гомеровском греческом языке «герой» (др.-греч. ἥρως, hḗrōs) относится к смертному потомку человека и бога. К историческому периоду, однако, слово стало означать, в частности, мёртвого человека, почитаемого и упокоенного в его гробнице или в святилище, потому что его слава в течение жизни или его необычный способ смерти дали ему силу поддерживать и защищать живых. Герой был больше чем человек, но меньше чем бог, и различные виды сверхъестественных фигур стали ассимилироваться с классом героев; различие между героем и богом было менее чем определённым, особенно в случае с Гераклом, самым выдающимся, но нетипичным героем.
Великие руины и курганы, оставшиеся от бронзового века, дали древним грекам X и IX веков до нашей эры ощущение великого и исчезнувшего века; они отразили это в устной эпической традиции, которая кристаллизовалась в Илиаде. Обильные вновь подношения начинают приноситься после перерыва в таких местах, как Лефканди, даже если имена величественно похороненных почти не помнят. «Стали рассказываться истории, чтобы обособить людей, которые, как теперь полагают, похоронены в этих старых и внушительных местах», — отмечает Робин Лейн Фокс.

## Природа культа героев
Греческие культы героев отличались от поклонения предкам, основанного на родах, из которых они происходили, в том, что по мере развития полиса они становились скорее гражданским, а не семейным делом, и во многих случаях ни один из верующих не мог проследить происхождение героев в сколько-нибудь отдалённой ретроспективе: ни один храм героя не мог остаться неразрушенным со времён Микенской цивилизации.
В то время как предок был именно местным, заметил Льюис Фарнелл, герой мог находиться в нескольких местах, и он пришёл к выводу, что на культ героя оказали более глубокое влияние эпическая традиция, которая «предложила много имён забытым могилам», и предоставила даже дорийцам связь с микенскими героями, согласно Николасу Колдстриму. «Колдстрим полагал, что употребительность эпоса будет составлять часть традиции в дорийских районах, где в ином случае можно было бы ожидать, что иностранное иммигрантское население не проявит особого почтения к микенским предшественникам». Большие микенские гробницы толосы, которые являются частью великого прошлого, часто были местом культа героев. Не все герои были даже известны по именам.

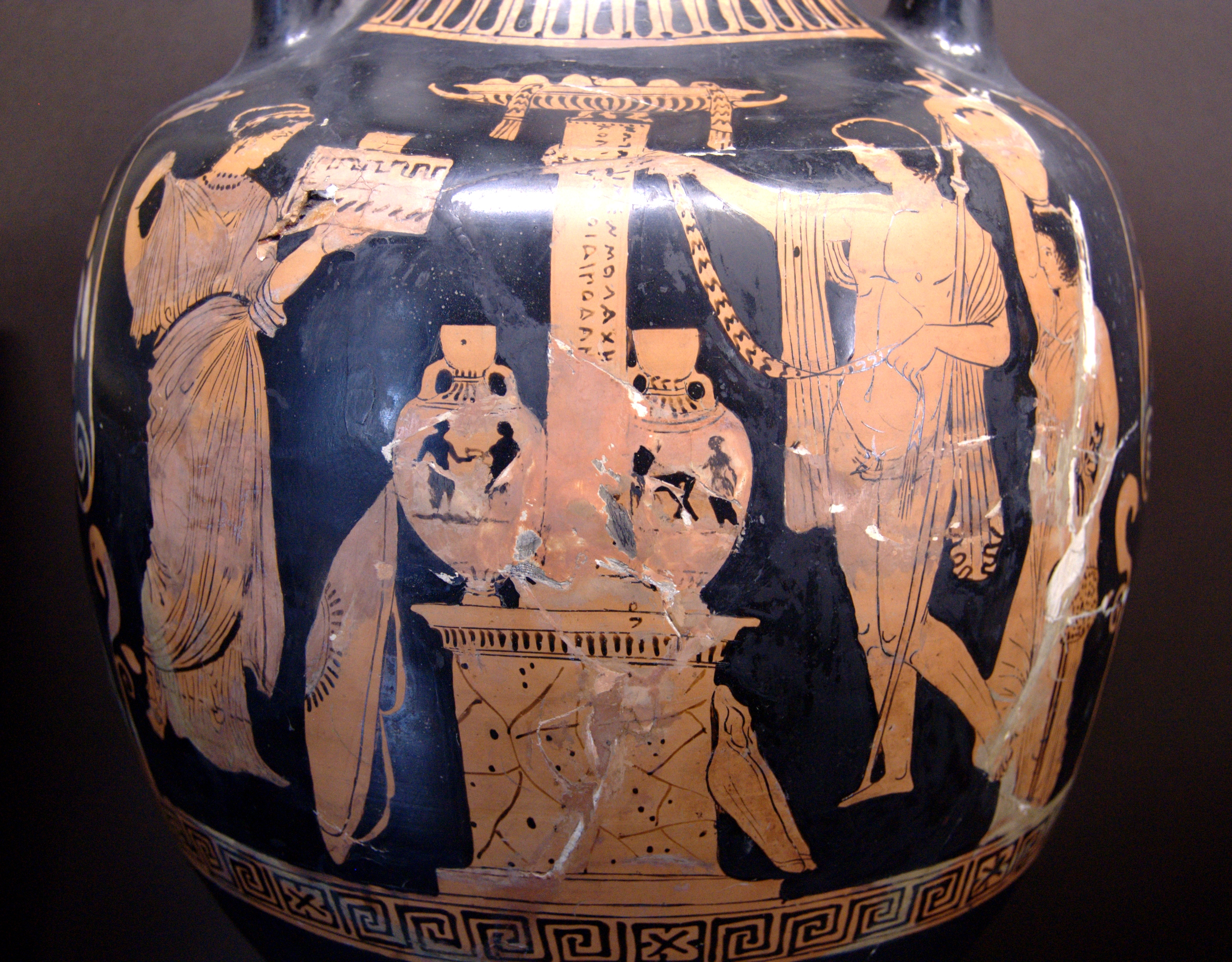
Культ Эдипа на луканской амфоре, ок. 380—370 гг. до н. э. (Лувр, CA 308)

Помимо эпической традиции, в которой герои живы и действуют, а не являются объектами культа, самое раннее письменное упоминание о культе героя приписывается Дракону, афинскому законодателю конца VII века до нашей эры, который предписал, что боги и местные герои должны почитаться в соответствии с традицией предков. Таким образом, обычай был уже установлен, и было несколько местных героев. Письменные источники подчеркивают важность гробниц героев и теменосов или святилищ, где хтонические обряды умиротворяли их дух и побуждали их продолжать отдавать предпочтение людям, считавшим их основателями, с которыми связаны основополагающие мифы. В ограниченном и локальном охвате героя он «сохранил ограниченные и узкие интересы своей смертной жизни. Он помог бы тем, кто жил поблизости от его могилы или принадлежал к племени, основателем которого он сам являлся», — отмечает Роберт Паркер с оговоркой, что Геракл, с его пан-эллинским размахом, снова стал исключением.
Джеймс Уитли истолковал заключительную стадию, когда культ героя использовался городом-государством как политический жест, в архаическом аристократическом кургане, окруженном стелами, воздвигнутыми Афинами кремированным гражданам-героям битвы при Марафоне (490 до н. э.), кому был посвящён хтонический культ, как показывают раскопки. С другой стороны, греческие герои отличались от римского культа мёртвых императоров, потому что герой не считался вознесённым на Олимп или ставшим богом: он был под землёй, и его власть была сугубо локальной. По этой причине культы героев носили хтонический характер, и их ритуалы больше напоминали ритуалы для Гекаты и Персефоны, чем ритуалы для Зевса и Аполлона: возлияния в тёмные часы, жертвы, которые не разделялись живыми.
Двумя исключениями из вышесказанного были Геракл и Асклепий, которых можно было бы почитать как героев, так и как божеств, хтоническим возлиянием или всесожжением. Герои в культе вели себя совершенно иначе, чем герои в мифе. Они могут выглядеть нейтрально, как люди или как змеи, и они редко появляются, если не будут разозлены. Пифагорейская поговорка советует не есть упавшую на пол еду, потому что «она принадлежит героям». Герои, если их игнорировать или оставить без удовлетворения, могут стать злыми: в фрагментарной пьесе Аристофана хор анонимных героев описывает себя как насылателей вшей, лихорадки и фурункулов.
Некоторые из самых ранних культов героев и героинь, хорошо подтверждённые археологическими свидетельствами в материковой Греции, включают Менелайон, посвящённый Менелаю и Елене в Терапне около Спарты, храм в Микенах, посвященный Агамемнону и Кассандре, ещё один в Амиклах, посвящённый Александре, и другой в итакском заливе Полис, посвящённый Одиссею. Всё это, вероятно, датируется VIII веком до нашей эры. Культ Пелопа в Олимпии датируется архаичным периодом.

## Герои и героини
Культы героев были представлены наиболее заметно мужчинами, хотя на практике поклонялись и группам семейных фигур, которые включали женщин, которые были жёнами мужа-героя, матерями сына-героя (Алкмена и Семела), и дочерьми героя-отца. Согласно наблюдению Финли насчёт мира Одиссея, который он читает как ностальгический перевод традиций восьмого века из культуры Тёмного века Греции,

Пенелопа стала моральной героиней для последующих поколений, воплощением добра и целомудрия, чтобы противопоставить себя неверующей, убивающей Клитемнестре, жене Агамемнона; но «герой» не имеет женского пола в эпоху героев

Там, где в местном культе имелось почитание героев, таких как жертвенная девственная Ифигения, архаичная местная нимфа была превращена в смертную легендарную личность. Другие изолированные женские фигуры изображали жрицу-инициатора местного культа. Иконографические и эпиграфические свидетельства, собранные Ларсоном, объединяются, чтобы изобразить героинь похожими на героев, но героини в андроцентрической греческой культуре, как правило, меньшего роста.

## Типы культа героев
Джеймс Уитли выделяет четыре или пять основных типов культа героев:

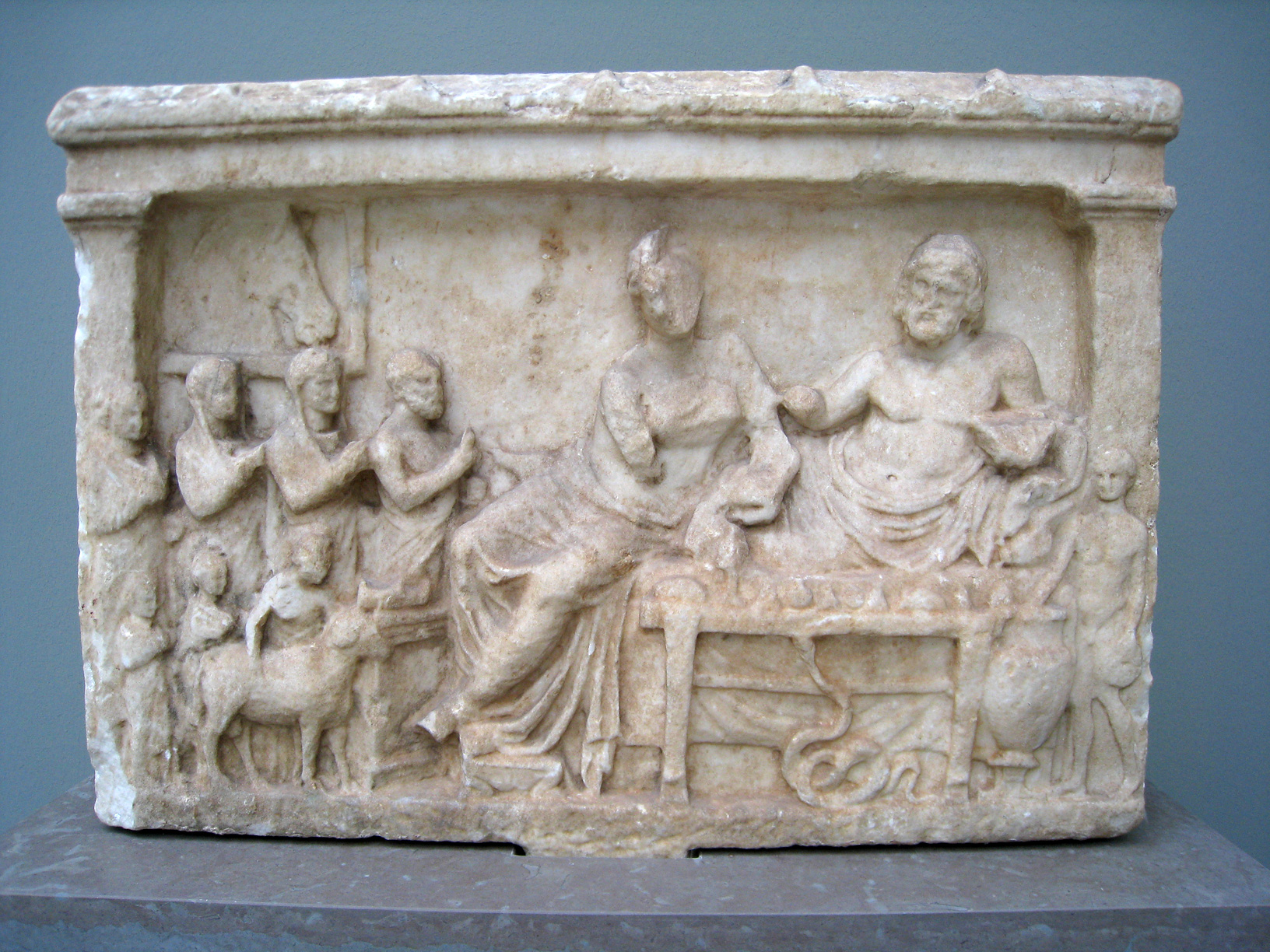
Подношения божественному герою и другому божеству, изображённые на греческом мраморном рельефе ок. 300 г. до н. э.

- Ойкистские культы основателей[17]. Такие культы возникли в колониях в эллинском мире[англ.] в Великой Греции и на Сицилии на могиле основателя, ойкиста. В случае культов могил недавно героизированных, следует предположить, что личность упокоенного в могиле была однозначно известна. Фукидид (V.11.1) приводит пример Брасида в Амфиполе. Также можно упомянуть Батта I из Кирены. «Такие исторические примеры, — предупреждает Уитли, — явно украсили толкование некоторых культов гробниц в архаичный период». Такие архаичные места, как «героон» в Лефканди[англ.] и находящиеся вблизи от Западных ворот в Эретрии, нельзя отличить археологическими методами от семейных обрядов у гробниц (культов гробниц) и культа предков.
- Культы по имени героев. Ряд культовых мест, известных в классические времена, были посвящены известным героям в древнегреческом и современном смыслах, особенно из «Илиады» и других эпизодов «Эпического цикла». Джеймс Уитли[англ.] делает здесь два замечания: во-первых, ранняя герия (heria) связывает героя-мужчину с более ранним и сильным присутствием женщин, а во-вторых, что такие личности, как Одиссей, Агамемнон и Менелай, имеют сильные местные связи. Культы Эдипа в Афинах и Пелопа в Олимпии также являются примерами.
- Культы местных героев. Такие местные деятели не фигурируют среди панэллинских эпосов. Примерами могут служить Академ и Эрехтей в Афинах.
- Культы могил Бронзового века. Они представлены археологически останками Железного века в микенских гробницах, которые трудно распознавать. Из-за разрыва во времени между катастрофой бронзового века и самыми ранними вотивными предметами, вероятно, нарушена преемственность. Надпись сверху Могильного Круга А в Микенах[англ.] просто гласит «герою»[18], и Уитли предполагает, что могла быть призвана неназванная раса Серебряного века. В Аттике такие культы связаны с гробницами-толосами в Торикосе[англ.] и Ахарне.
- Культы героя-оракула. Уитли не обращается к этой группе местных культов, где почитался оракул, как в случае Амфиарая, который был поглощён зияющей трещиной в земле. Незначительные культы развивались по отношению к некоторым личностям, которые умерли насильственными или необычными смертями, как в случае погибших в Марафонской битве, и тех, кого убила молния, как в нескольких подтверждённых случаях в Великой Греции.

## Герои, властители и боги
Культы героев могут иметь огромное политическое значение. Когда Клисфен поделил афинян на новые демы для голосования, он посоветовался с Дельфами о том, в честь каких героев он должен назвать теперь каждое подразделение. Согласно Геродоту, спартанцы приписали своё завоевание Аркадии краже костей Ореста из аркадского города Тегеи. Таким образом, спартанцам удалось использовать память об Оресте для идеологического обоснования своих притязаний на власть над Пелопоннесом. У героев в мифе часто были близкие, но противоречивые отношения с богами. Таким образом, имя Геракла означает «слава Геры», хотя царица богов всю свою жизнь мучила его. Это было ещё очевиднее в их культовых проявлениях.
Пожалуй, самый яркий пример — это афинский царь Эрехтей, которого Посейдон убил, избрав Афину своим богом-покровителем города. Когда афиняне поклонялись Эрехтею на Акрополе, они призывали его как Посейдона Эрехтея.

## Список героев
- Ахиллес на Левке
- Актеон, воспитанник кентавра Хирона
- Эней
- Аякс Великий
- Академ
- Александр Македонский в Александрии
- Амфиарай
- Аталанта
- Асклепий
- Батт I из Кирены
- Беллерофонт
- Бузиг
- Кадм, основатель Фив в Беотии
- Киамитес[англ.]
- Дионис
- Эрехтей из Афин
- Гектор
- Геракл
- Гомер, увековеченный в Александрии Птолемеем IV
- Ясон
- Леонид I
- Ликург Спартанский
- Мелеагр
- Одиссей
- Эдип в Афинах
- Орион в Беотия
- Орфей
- Пандора, первая женщина, чьё любопытство принесло зло человечеству
- Пентесилея
- Пелей, отец знаменитого героя Ахилла
- Пелоп в Олимпии
- Персей
- Филипп из Кротоны[англ.]
- Тесей
- Тантал
- Парис